# 金印

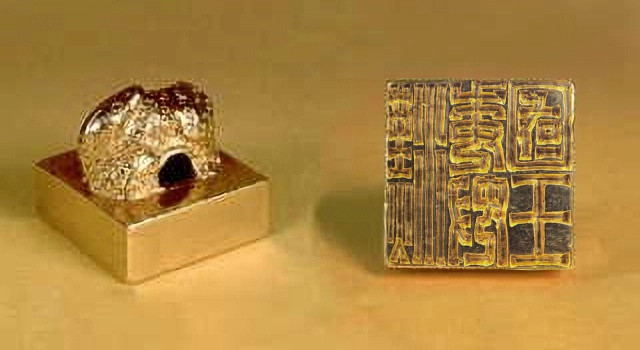
漢委奴国王印

金印（きんいん）は、金で作られた印章のこと。

## 概要

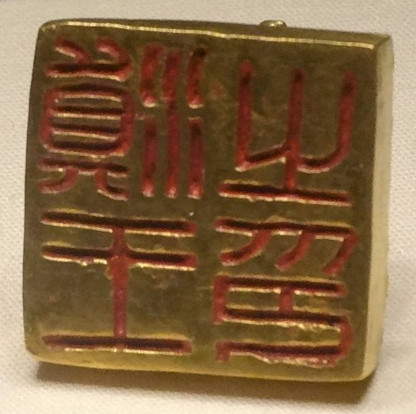
滇王之印。日本の「漢委奴国王印」と同じ形式を持つこの金印が中国で1957年に発見されたことにより、それまで偽造説のあった「漢委奴国王印」が本物であることがほぼ確定した

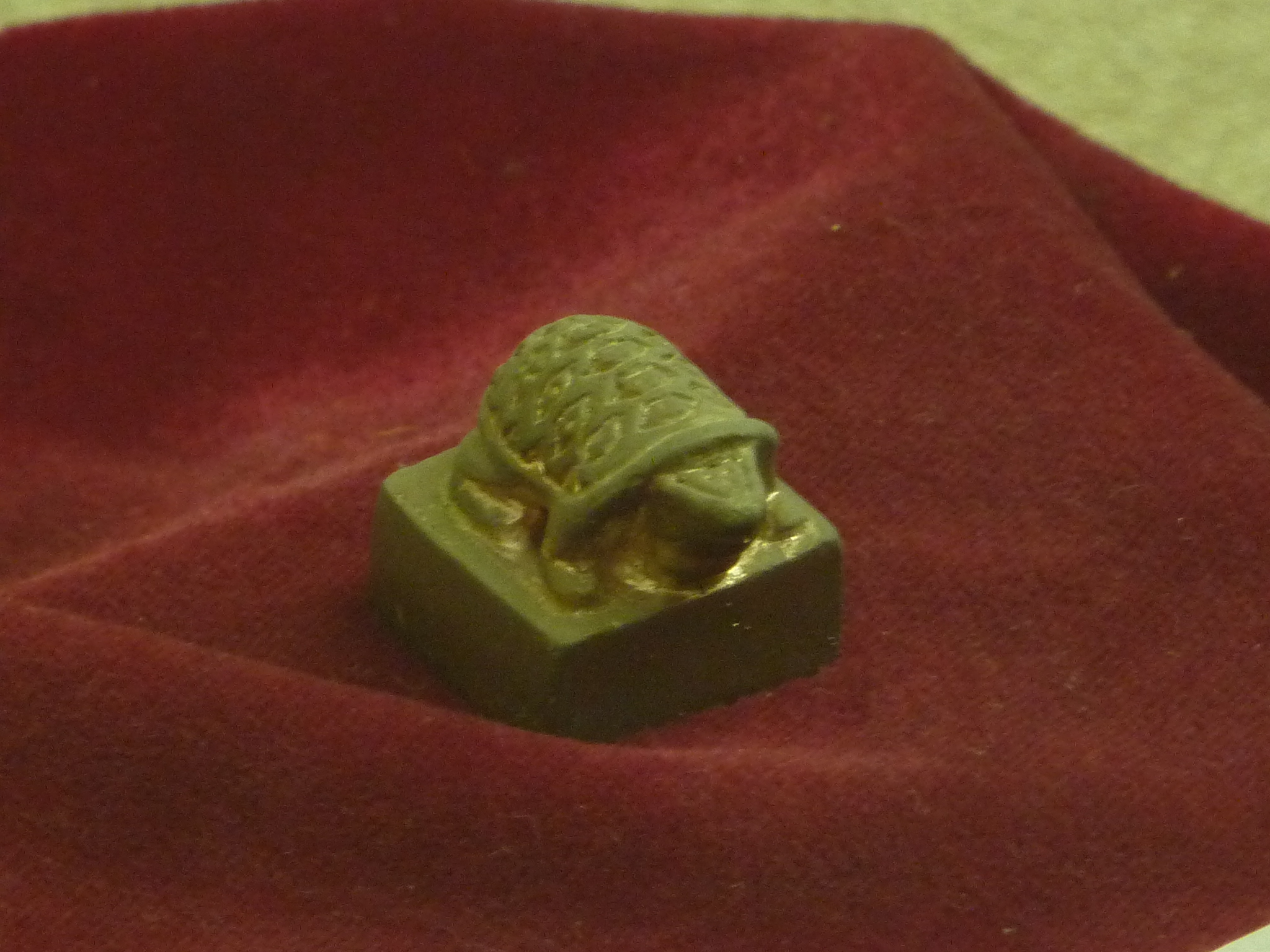
廣陵王璽。日本の「漢委奴国王印」と重量も書体もほぼ同じであり、2つは同じ工房で製作されたのだろうと考えられている

古代中国およびその周辺国において、太子、諸王、列侯などの高官が所有していた、権力の象徴である。後に中国の詩文において、「官位の象徴」という意味で使われるようになった。
日本においては、江戸時代に福岡県志賀島で発見された奴国王の金印（「漢委奴国王印」）（国宝）が有名で、単に「金印」というと基本的にこれを指す。
後世の偽作が疑われるものも多い。日本で出土した「漢委奴国王印」にも、発見された当時より偽造説（福岡藩の学者によって偽造された）があった。その論拠の一つとなったのが「蛇鈕」（蛇を象った取っ手）という他に例のない形式だったが、1957年に中国の雲南省で出土した「滇王之印」が「漢委奴国王印」と同じ「蛇鈕」だったことにより、逆に真作説が高まり、現在では本物だろうと考えられている。また、1981年に中国の江蘇省で出土した「廣陵王璽」が「漢委奴国王印」と同じ規格（重量も書体もほぼ同じ）だったことにより、この2つは同じ工房で製作されたのだろうと考えられている。

### 冊封
東アジアの冊封体制の元では、皇帝が諸国の王を臣下と認める証として、その定められた地位に応じ玉印・金印・銀印・銅印などが与えられた（印綬）。
有名な出土例としては、1957年に中国雲南省昆明市晋寧区の石塞山第6号墓で出土した「滇王之印」（『史記』西南夷列伝に記された、元封2(B.C.109)年に武帝が滇族の王である離難に与えた「王印」だと比定されている）、1981年に中国江蘇省祁江県の甘泉二号漢墓で発見された「廣陵王璽」（『後漢書・輿服志』の徐廣の注にある、後漢の明帝から光武帝の子である広陵思王 劉荊に与えられた「金印」だと比定されている）などが存在する。日本で出土したものとしては、江戸時代に志賀島で発見された金印（「漢委奴国王印」）が有名で、『後漢書』東夷伝の倭条にある、建武中元二（57）年に光武帝が倭奴國に与えた「印綬」だと比定されている。
史書に見られる例としては、『後漢書』東夷伝の夫余条には、永寧元（120）年に夫余王の子である尉仇台に「印綬金綵」を与えたことが記されており、また『三国志』「魏書」第30巻烏丸鮮卑東夷伝の倭人条（「魏志倭人伝」）には、邪馬台国の卑弥呼に「親魏倭王」の金印を与えたことが記されている。

## 日本の金印

### 漢委奴国王印
日本では、福岡県福岡市東区の志賀島で発見された「漢委奴国王印」が最も著名であり、国宝に指定され福岡市博物館（福岡市早良区）に収蔵されている。また、金印が発見されたとされる場所には現在金印公園がある。

### 日本国王之印（勘合印）
明国と室町幕府の貿易（勘合貿易）に当たっては、明の永楽帝から足利義満に「日本国王之印」の金印（勘合印）が与えられた。
これは後に戦乱で失われたため、幕府に代わって勘合貿易の主導権を握った大内氏によって偽造された（と推測されている）「木印」が使われた。
「木印」は大内氏の滅亡後に毛利元就が入手し、当初からの金印のものと考えられる印箱・印箱の錠前・鍵とともに重要文化財に指定され、現在は毛利博物館に所蔵されている。

## その他

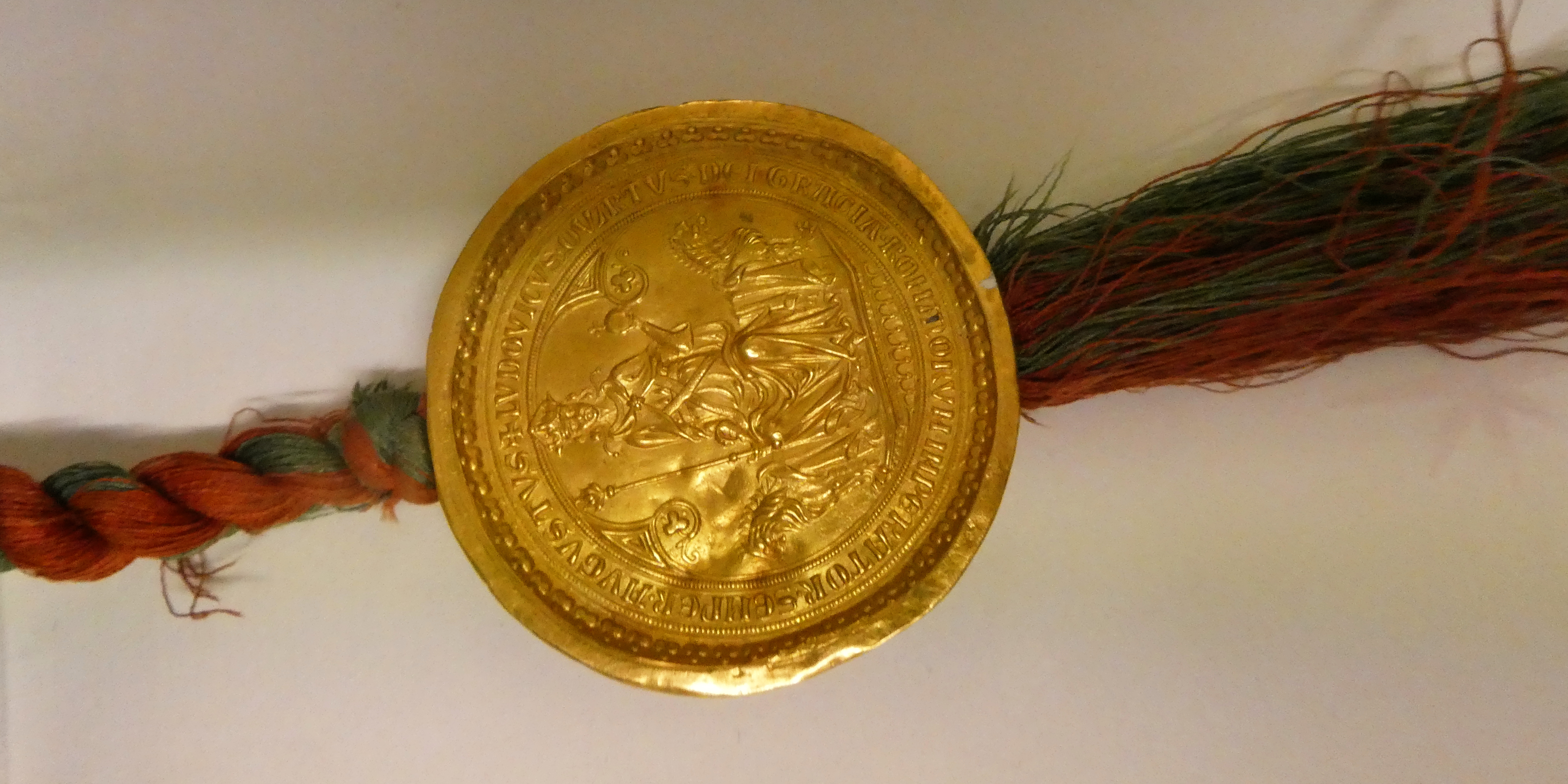
金印勅書の「金印」

- ヨーロッパにおいては、ビザンツ帝国などの皇帝や王の発行した重要な文書（勅書）に封（seal）をするペンダント型印章（pendent seal、ペンダントのひも部分を引きちぎって開封する方式）として金の印章（golden seal、golden bull）が付されたことから、「golden bull」で封をされた勅書のことも「golden bull」と呼ぶようになった。これを日本語では「金印勅書」と訳する。